# Edward Coley Burne-Jones

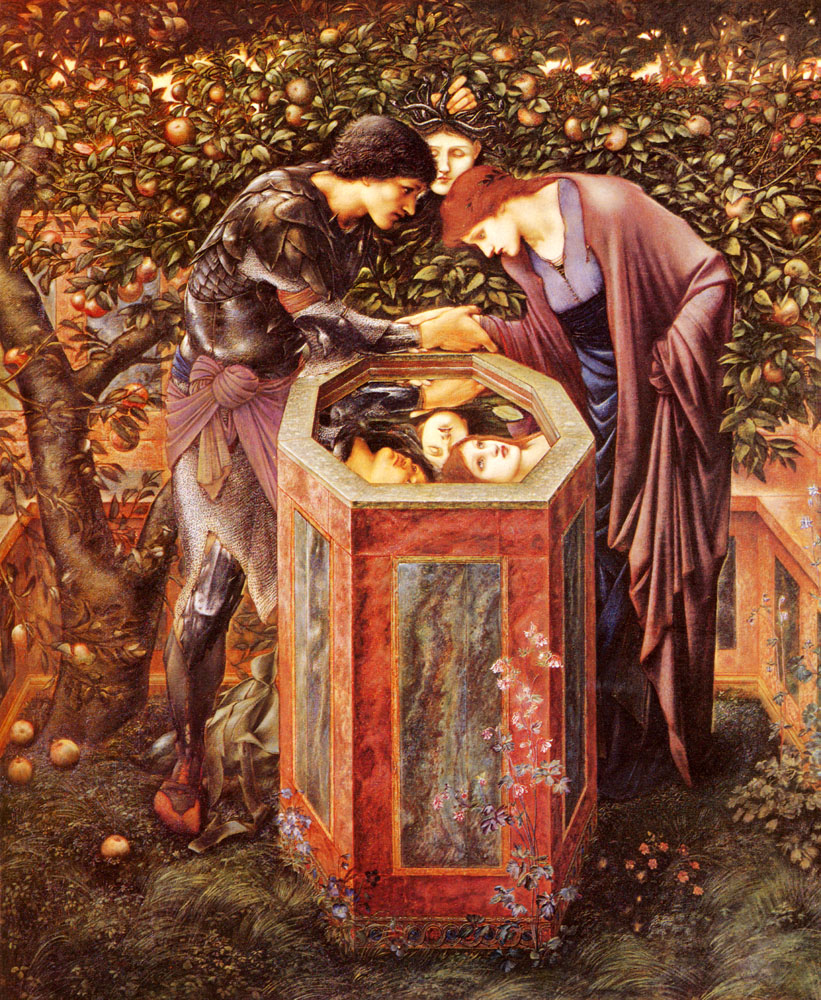
The Baleful Head (1886-1887) d'Edward C. Burne-Jones

Edward Coley Burne-Jones (Birmingham, 1833-1898) fou un pintor anglès. Va estudiar teologia a l'Exeter College d'Oxford els mateixos anys que William Morris. Junts descobreixen les obres de Rossetti, del qual Burne-Jones es converteix en alumne. Entre 1859 i 1873 realitza quatre viatges a Itàlia, on descobreix els pintors del Renaixement (Mantegna, Botticelli i Miquel Àngel) que li serviran de models. Burne-Jones es va convertir en una de les figures principals de l'últim període del moviment prerafaelista.

## Obres destacades
- Estudi de cap femení (MNAC[2][3])